# Bankalar Caddesi

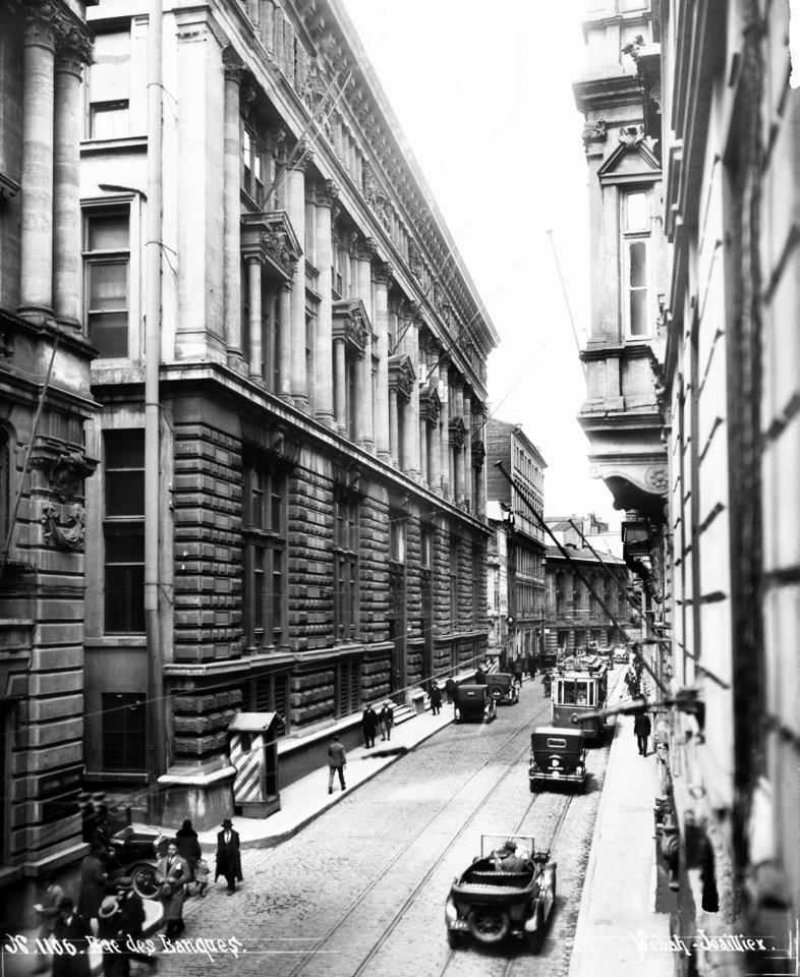
Bankalar Caddesi (vers la fin des années 1920) par Sébah & Joaillier. Le bâtiment de la Banque Ottomane (1892) est visible à gauche.

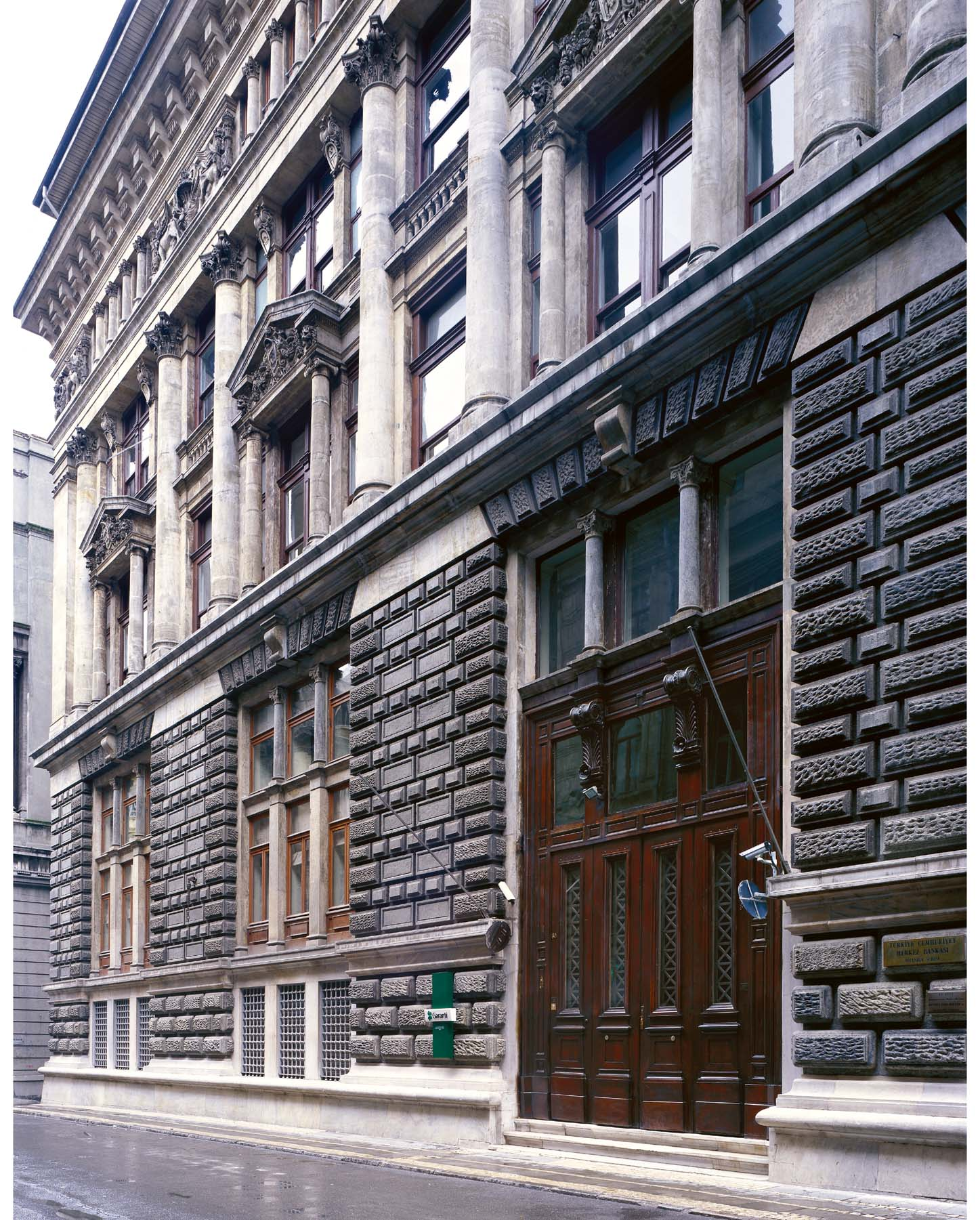
Centre d'archives et de recherche de la Banque Ottomane, ancien siège de la Banque Ottomane, Constantinople.

Bankalar Caddesi (rue des Banques), également connue sous le nom de Voyvoda Caddesi (rue Voivode), est une rue du quartier historique de Galata (aujourd'hui Karaköy) du district de Beyoğlu (Pera) à Istanbul. Elle était le centre financier de la fin de l'Empire ottoman.
Bien que la plupart des grands bâtiments du XIXe siècle qui bordent les deux côtés de la rue aient survécu jusqu'au XXIe siècle, ils sont de plus en plus transformés en hôtels, restaurants et centres culturels.
La station sud de Tünel (1875), la deuxième ligne ferroviaire souterraine la plus ancienne au monde après le métro de Londres (1863), se trouve à quelques minutes à pied de l'extrémité est de Bankalar Caddesi. L'arrêt de tramway Karaköy sur la ligne T1 est également très proche du début de la rue.

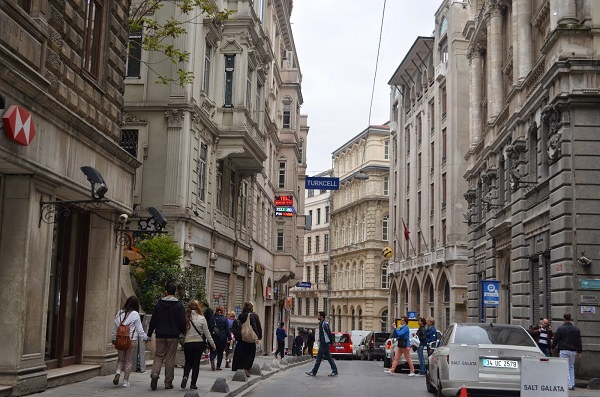
Bankalar Caddesi en 2016

## Histoire

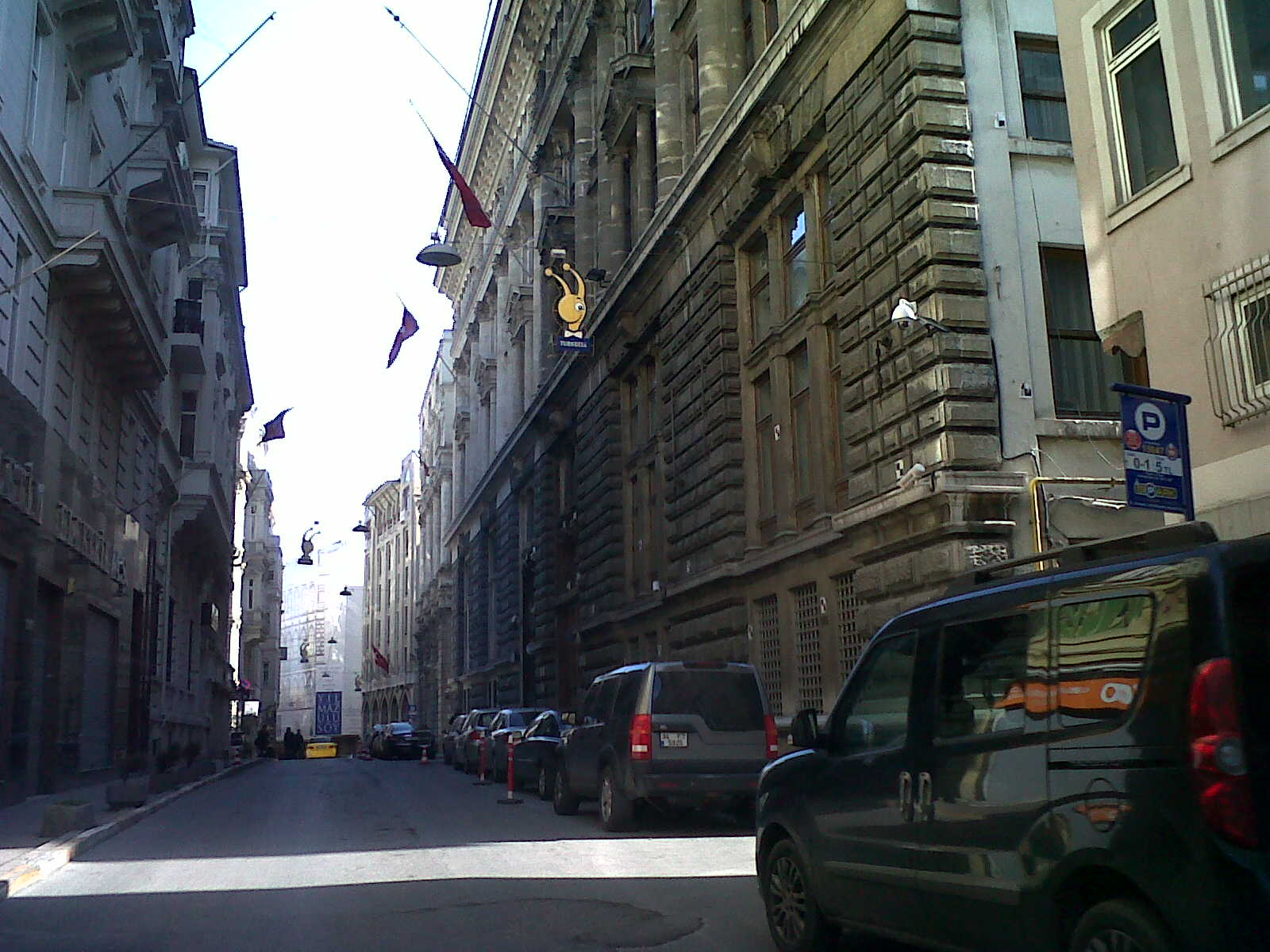
Bankalar Caddesi était le centre financier d'Istanbul pendant la période ottomane. Achevé en 1892, le siège de la Banque centrale ottomane est le grand bâtiment à droite.

Le nom de la rue est Voyvoda Yolu (Rue Voivode) mentionné dans le Seyahatnâme du XVIIe siècle du voyageur turc ottoman Evliya Çelebi.
À la fin de la période ottomane, les principales banques, institutions financières et compagnies d'assurance y avaient leur siège. Ces institutions comprenaient la Banque centrale ottomane (créée à l'origine sous le nom de Bank-ı Osmanî en 1856, puis réorganisée sous le nom de Bank-ı Osmanî-i Şahane en 1863) et la Bourse ottomane (créée à l'origine en 1866, elle a été officiellement rebaptisée en turc : Dersaadet Tahvilat Borsası en 1873,).
Bankalar Caddesi a continué à être le principal quartier financier d'Istanbul jusqu'aux années 1990, lorsque les banques turques ont commencé à déplacer leur siège social dans les quartiers modernes des affaires de Levent et Maslak. Au cours des dernières décennies du XXe siècle, la Bourse d'Istanbul a d'abord déménagé à Sirkeci, puis en 1995 dans son bâtiment actuel à Istinye.

## Attractions

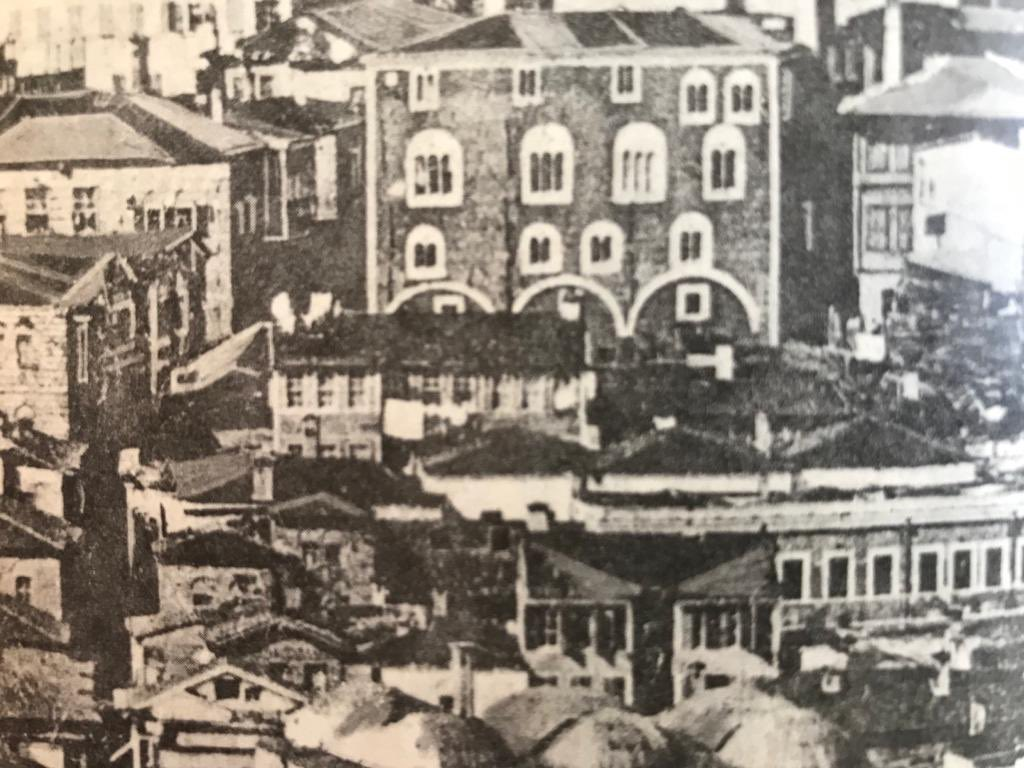
Le palais génois (1314) avant sa reconstruction sur Bankalar Caddesi dans un style différent dans les années 1880, et ensuite appelé immeuble de bureaux Bereket Han.

Le bâtiment conçu par Alexandre Vallaury et qui abritait autrefois la Banque centrale ottomane appartient désormais à Garanti Bankası et abrite le Musée de la Banque ottomane et SALT Galata qui sauvegarde les archives de la banque et les met à disposition pour la recherche.
Les marches de Camondo, un escalier tout en courbes conçu dans un mélange unique de styles néo-baroque et Art nouveau, et construit vers 1870-1880 par le célèbre banquier juif ottoman-vénitien Abraham Salomon Camondo, relie Bankalar Caddesi à Kart Çınar Sokak. Il a été photographié par Henri Cartier-Bresson en 1964 et figure dans le roman policier de Barbara Nadel, Pretty Dead Things.
Au sommet des marches de la route parallèle à Bankalar Caddesi se trouvent quelques souvenirs du XIVe siècle, lorsque cette partie de Beyoğlu était gouvernée par les Génois. Le plus important est la relique de l'historique Palazzo del Comune génois (1314),,, construit par Montano De Marini, le podestat de Galata et copié sur le Palazzo San Giorgio de Gênes (Italie),,. Il s'agit d'une courte promenade à gauche (ouest) des marches de Camondo, le long de ce qui était autrefois la rue Camondo et qui est maintenant Kart Çınar Sokak. En 2022, le bâtiment a été mis en vente après des années de négligence,.
La plupart des bâtiments le long de Bankalar Caddesi présentent de magnifiques façades du XIXe siècle, qui ont été rénovées au service du tourisme du début du XXIe siècle. L'étude la plus complète de ces bâtiments a été réalisée pour une exposition en 2000 et les informations ont été publiées dans un livre intitulé Bankalar Caddesi : La rue Voïvoda de l’époque ottomane à nos jours, édité par l'historien Edhem Eldem.